# Loretói litánia
A loretói litánia egy Szűz Máriát köszöntő és őhozzá könyörgő ima, mely az olaszországi Loreto városáról kapta a nevét. A Szűzanyához könyörgő imák típusa, a kyrieleison, amelyet állva mondtak vagy énekeltek, már az 5. században megjelent, a hívek különböző szándékából. Eredeti változatát Bizáncból származtatják. Leginkább májusban hangzik fel a katolikus templomokban.

## Előzmény
1294. december 10-én csodálatos módon Szűz Mária názáreti háza az itáliai Loretóba repült, a hagyomány szerint angyalok vitték oda. Köré templomot építettek. Valóban látható, egyes kutatók szerint nabateus falazási technikával épült négy fal a loretói templomban.

## A litánia története
Legelső változatát Párizsból ismerjük, 1200 körül. 1558-ban a németországi Dilingenben nyomtatták ki először. Feljegyzések szerint először 1575-től énekelték minden szombaton a loretói bazilikában – mások szerint korábban, már 1400 körül. 1691-ben VIII. Orbán pápa betiltotta a Mária-imákat, és egységesen a loretói litánát rendelte hivatalosan azok helyébe. 1886-ban XIII. Leó pápa ezt megerősítette.

## A litánia szerkezete
Szűz Mária 48 megszólítása:
- 13 alkalommal mint Isten Anyja
- 5× erények hordozója
- 13× az Ószövetségben megjövendölt, Szűz Mária előképei
- 5× oltalmazó
- 12× mennyek királynője

## Litánia üzenete
Szent II. János Pál pápa a loretói ház 700. centenáriumi ünnepsége alkalmából levelében kifejtette azt a hármas üzenetet, amit a litánia kifejez.
- A kegyelem: Isten ingyenes ajándéka, amelyet szüntelen kérünk, és ha elveszítettük volna, bűnbánattal és gyónással újra rátalálhatunk.
- A hit: a kinyilatkoztatott igazságok észszerű belátása, Isten elfogadása és terveibe való beleegyezés.
- Az üdvösség: melyet egy szegénységben elfeledett Isten Fia hozott el nekünk.

A litánia az örökké tartó örömért való könyörgéssel végződik.